# 長原孝太郎
長原 孝太郎（ながはら こうたろう、文久4年2月16日（1864年3月23日） - 昭和5年（1930年）12月1日）は、日本の洋画家。号は止水（しすい）。東京美術学校教授を務めた。

## 来歴
文久4年、竹中家の藩士である長原武の子として美濃国不破郡岩手村（現・岐阜県不破郡垂井町岩手）に生まれる。父の武は江戸に出て山鹿素水に帥事して軍学を修め、また、本草学にも興味を持ち植物標本写生帳を描いた人物で、その秀逸な画技は称賛されたという。5歳にして父を亡くした後、明治5年（1872年）に叔父の山田雲叟（芸叟）から漢学と画学を学んだ。その後は母の実家である大垣藩士の宮田良右衛門方へ転居しており、明治9年（1876年）には大垣第三小学校を卒業している。この頃、亡父の親友であった同郷の岩手出身の神田孝平は兵庫県令を務めていた。神田の計らいにより孝太郎は神田家へと引き取られ、同年4月に神戸花隈英学校へ入学して英語を学んだ。同年9月に神田は元老院議官に任じられた為、居所を東京へ移すのに伴い孝太郎も翌月に東京へ転居し、明治10年（1877年）2月に神田の共立学校へ入学した。明治13年（1880年）9月、母の希望も有って医師と成るべく東京大学予備門へと進むが、その後は母の病により予備門を退学して大垣へと帰っている。明治16年（1883年）に再度上京して神田孝平の斡旋により小山正太郎の画塾不同舎で西洋画を学び始めた。一方で神田孝平の養嗣子である神田乃武からは英学を学んでいる。この頃には原田直次郎、安藤仲太郎、五百城文哉らとの交友が始まった。また、フランスの漫画家であるジョルジュ・ビゴーから影響を受けるとともに親交を深めた。

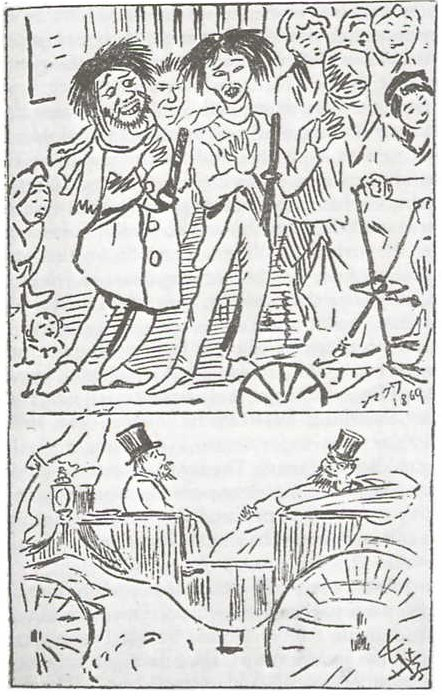
「めざまし草」に掲載された長原孝太郎の漫画

明治17年（1884年）に京阪地方へ旅行し古代美術を研究、明治18年（1885年）に坪内逍遥の小説「当世書生気質」の挿絵を描いた。この他、与謝野鉄幹、伊良子清白、森鴎外、島崎藤村などの文士と交流し、その本の装幀なども手掛けている。雑誌の挿画や装幀は他にも「中央公論」、「白百合」、「早稲田文学」などでも手掛け、孝太郎はブック
デザイナーの先駆けとして認知されている。明治20年（1887年）には神田孝平に随伴して奈良地方に赴き古器物を写生した。同年には「雷門」を十一会の展覧会に出品し高い評価を得ている。明治21年（1888年）に九鬼隆一、アーネスト・フェノロサ、岡倉天心らの大和紀伊地方における宝物取調べに随伴したが、孝太郎と天心は折が合わず、天心から東京美術学校に招聘された際にも孝太郎は断りを入れている。明治22年（1889年）5月、帝国大学理科大学雇となり動物標本の写生に勤しんだ。これに伴い6年間通った不同舎を離れている。この頃は貝塚や土器などの写生を通じて日本人類学会との交渉の場を持った。翌明治23年（1890年）には理科大学技手となった。また、共立学舎では英語教師も兼任した。明治26年（1893年）9月の大学令改正に伴い理科大学助手となった。この頃に原田直次郎から指導を受け、多くの影響を受けた。明治26年から明治28年（1895年）にかけて漫画雑誌「とばゑ」を執筆刊行し、社会風刺画やユーモラスな庶民風俗を描写した石版画を掲載した。また「めざまし草」、「明星」、「二六新報」にも漫画を寄稿し、また漫画による美術批評を試みた。特に二六新報とは漫画以外にも創刊直後から密接に関わり、美術担当として挿画の原画作成や表題図案なども手掛けている。
明治28年7月には黒田清輝の下で洋画を学び、翌明治29年（1896年）には清輝、久米桂一郎、藤島武二らと共に白馬会の結成に参加、同年開催された第一回白馬会展に「森川町遠望」（水彩）、「牛屋（牛肉屋の二階）」（狂画）、「焼芋屋」（狂画）、「車夫」（狂画）の4点を出品、以降も作品の出品を重ねた。また、農商務省と帝国大学の嘱託として野生鳥類を写生した保護鳥図譜を完成させ、明治30年（1897年）には第2回水産博覧会水族室設計嘱託に任ぜられた。美術学校騒動で岡倉天心が東京美術学校校長を辞任した後の明治31年（1898年）10月、清輝の推薦により東京美術学校助教授を兼任する。翌明治32年（1899年）3月に理科大学助手を免官になり、東京美術学校専任となった。明治34年（1901年）に「子守」を発表、明治40年（1907年）には灯火の効果を題材とした油彩画「停車場の夜」を東京勧業博覧会へと出品し3等賞を受賞した
。これ以降は想念的な傾向をより強めた作品を発表するようになり、
明治41年（1908年）の第2回文展へ「平和」を出品、第3回文展では「入道雲」を出品、第4回文展では「風伯」を出品しいずれも入選を果たした。以降も文展及び帝展で入選を重ね、殊に第8回文展では「残雪」が3等賞を 第9回文展では「晩春」が2等賞をそれぞれ受賞している。大正5年（1916年）に文展で永久無鑑査となり、また、同年には東京美術学校教授へ進んだ。大正7年（1918年）に帝展審査員となり、以降も度々同審査員を務めた。また、大正2年（1913年）頃からは作陶も始め、大正8年（1919年）に高村豊周、岡田三郎助、藤井達吉らと共に装飾美術家協会を結成した。大正13年（1924年）、美術展審査により朝鮮へと渡っている。昭和5年12月1日、東京市本郷区の自宅で歿した。66歳歿。

## 論評
山本鼎は長原に対して、「近代的眼光」（近代的知性=批評精神）と優れた表現力とを兼ね備えた日本で最初の漫画家である。と評している。
森口多里は長原を「社会批評としての漫画を芸術化した最初の洋画家の一人」と評価しつつも、「彼の漫画には、徳川時代の伝統を引く浮世絵師の漫画に附きまとい勝ちな擽りや駄洒落は少しもない。常にレアリストの立場から社会を観察しつつ、そこから把握された皮肉なり諷示なりを、ペン画で鍛へた筆に託したのであった。」とリアリズムを見出している。また、「とばゑ」に掲載された作品に対しては「案外に穏健で、鋭く刺すような諷示や機智を欠いているが、それはまた時代のせいでもあつた」と論じている。

## ギャラリー

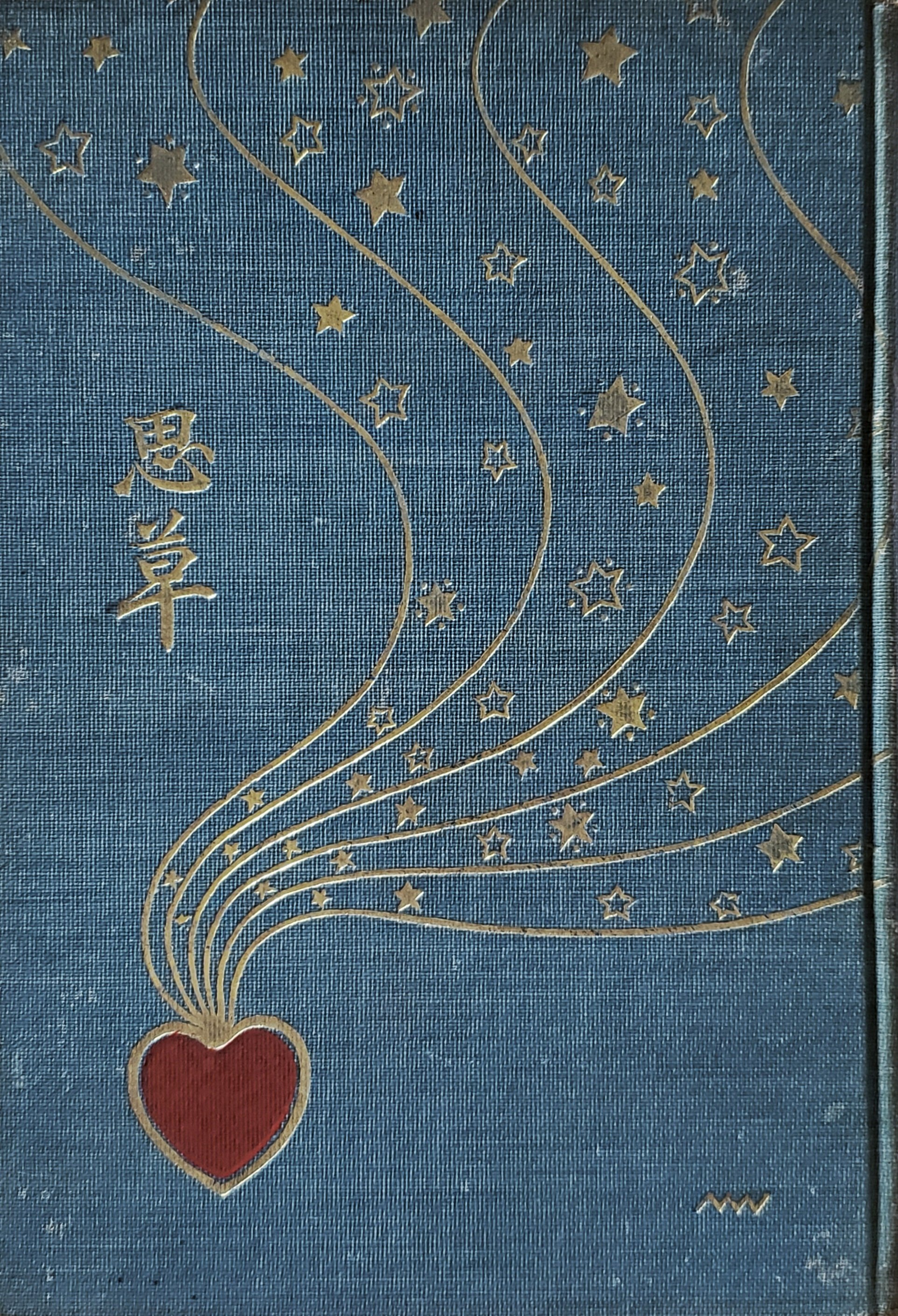
長原による装丁、佐々木信綱著「思草（おもひ草）」(明治36年)
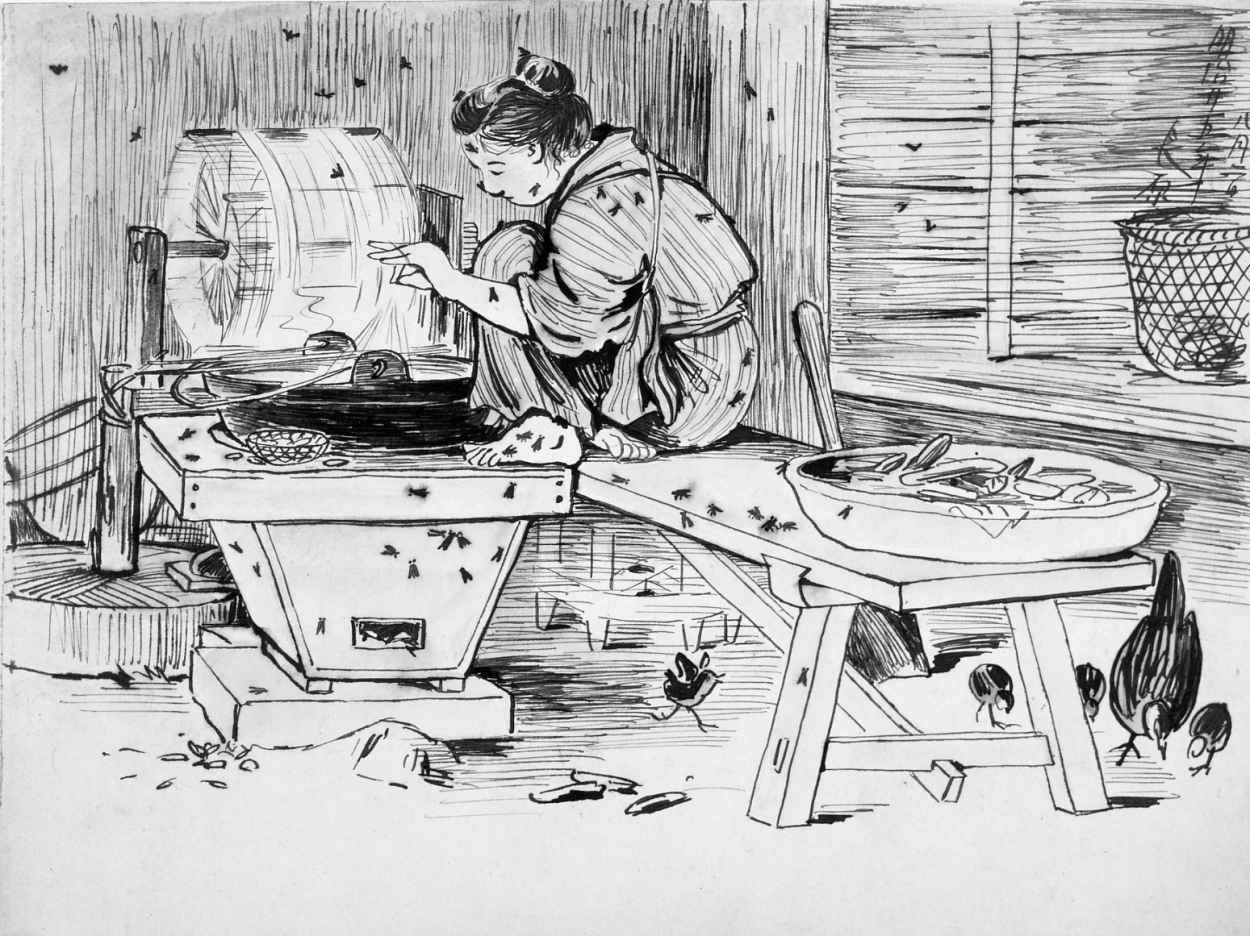
「紡糸」ペン画 (明治25年)
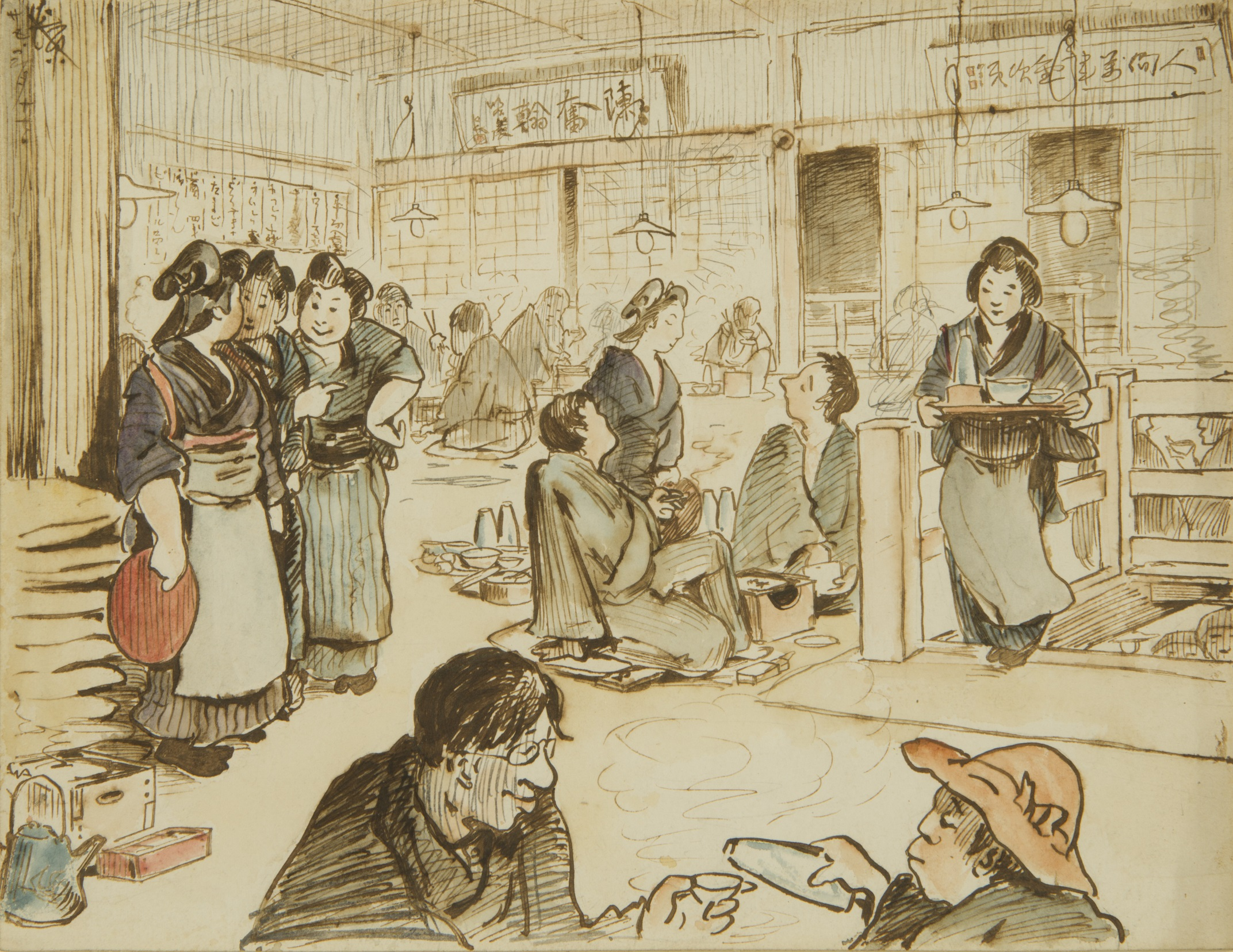
「牛屋（牛肉屋の二階）」狂画 (明治29年)
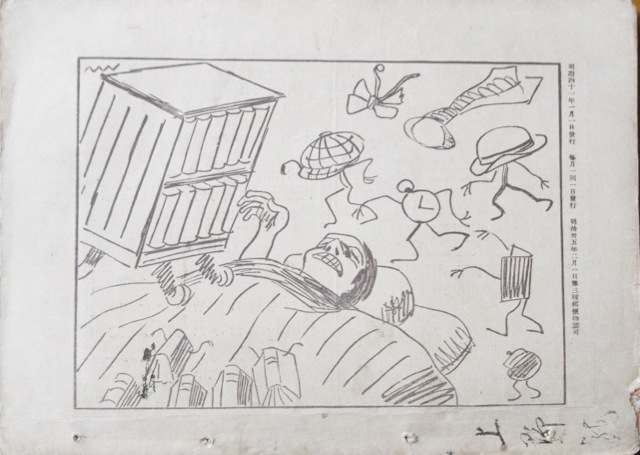
「明星」申歳1号裏絵、『夢』 (明治41年)
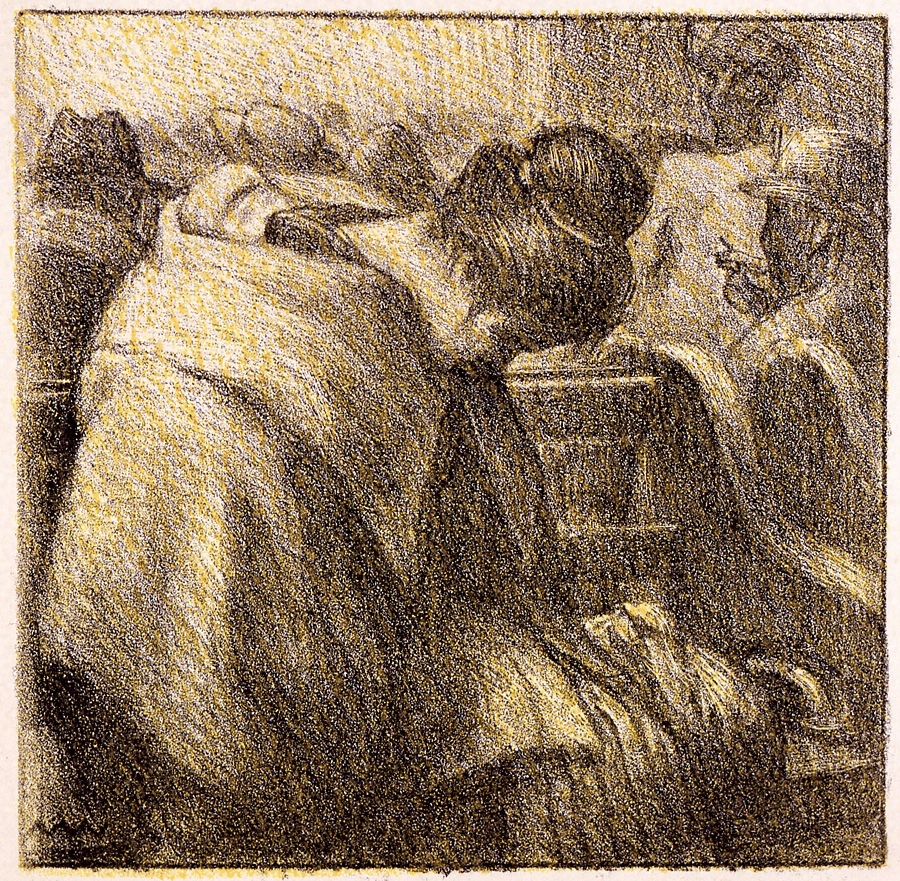
「停車場」リトグラフ (制作年不詳）
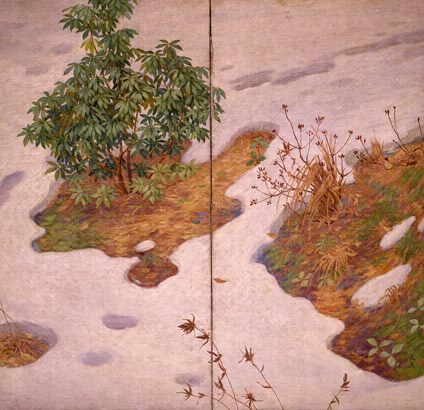
「残雪」油彩画 (大正2年)
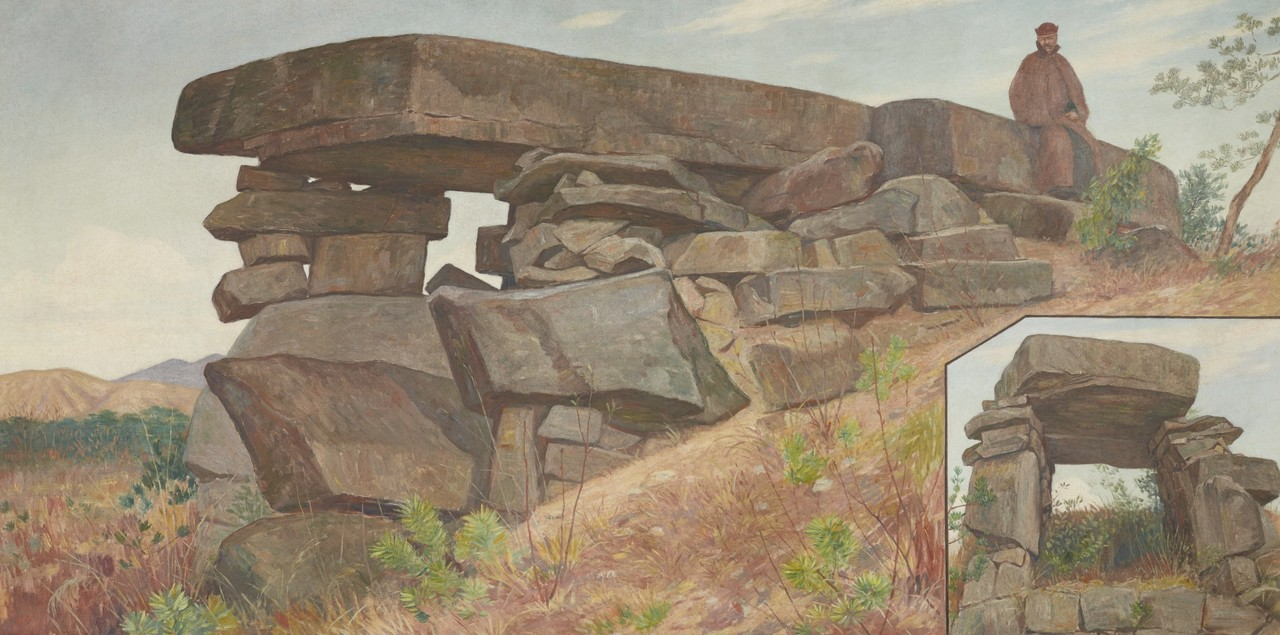
「暴露石槨図」 (大正5年頃)
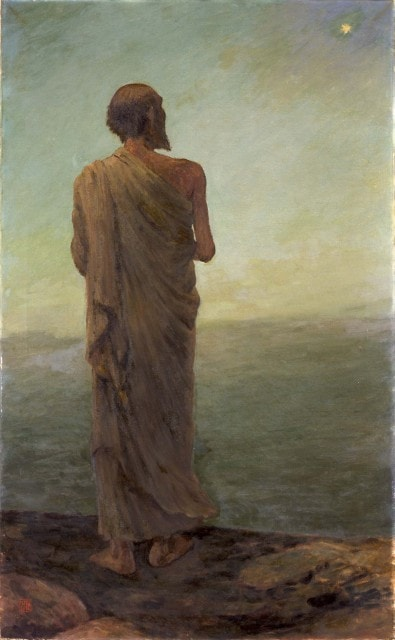
「明星」 (昭和5年)

### 註釈
1. ↑  逍遥はこの挿絵を大変面白いと思い気に入っていたが、当時は浮世絵風の挿絵が尊重されており、世間受けはしなかったという[6]。
2. ↑  但し牧野研一郎によれば、明治20年に十一会独自の展覧会が開催されたとは考えにくく、出品の場は東京府工芸品共進会であろうと推考している[6][8]。
3. ↑  但し不同舎で学んだ中村不折の回想によると、小山正太郎と孝太郎は衝突し、明治20年（1887年）には既に孝太郎は不同舎を去っていたという[8]。
4. ↑  明治19年（1886年）に鴎外が創刊した雑誌。孝太郎は第3巻から第36巻の裏表紙に裏絵として漫画を描いた[7]。